# اتصالات افغانستان
اتصالات افغانستان چهارمین اپراتور تلفن همراه است که در سال ۲۰۰۶ توسط شرکت امارات متحده‌ای در این کشور آغاز به فعالیت کرد. این اپراتور پوشش جی اس ام را در اکثر ولایت‌های افغانستان برای مشتریان خود دارد.

## وابستگی
این شرکت یکی از شاخه‌های اتصالات امارت متحده عربی است.

## خدمات
تماس‌های تلفنی داخلی و بین اللملی، اس ام اس، ام ام اس از جمله خدماتی است که این اپراتور برای مشتریان خود عرضه می‌کند.